# ائوریکو گاسپار دوترا
ائوریکو گاسپار دوترا (پرتغالی: Eurico Gaspar Dutra; زاده ۱۸ مهٔ ۱۸۸۳ – درگذشته ۱۱ ژوئن ۱۹۷۴) سیاستمدار و پرسنل نظامی اهل برزیل بود.
وی از سال ۱۹۴۶ تا ۱۹۵۱ رئیس‌جمهور برزیل و از سال ۱۹۳۶ تا ۱۹۴۵ وزیر جنگ برزیل بوده‌است.